# Stenoleuca
Stenoleuca là một chi bướm đêm thuộc họ Geometridae.